# 东风水库 (瓦房店)
 东风水库 ，位于中华人民共和国辽宁省瓦房店市，是复州河干流中游一座大型水库。水库工程曾于1958年和1976年两次动工兴建，均因各种原因停工。1992年6月动工复建，1995年6月竣工蓄水。总库容1.42亿立方米，正常库容1.03亿立方米。大坝为黏土心墙土坝，最大坝高25.55米，坝长765米，坝顶宽6米，坝址以上集水面积663平方千米。水库电站装机容量640千万，灌溉耕地面积1.04万公顷。